# Ескадрений міноносець

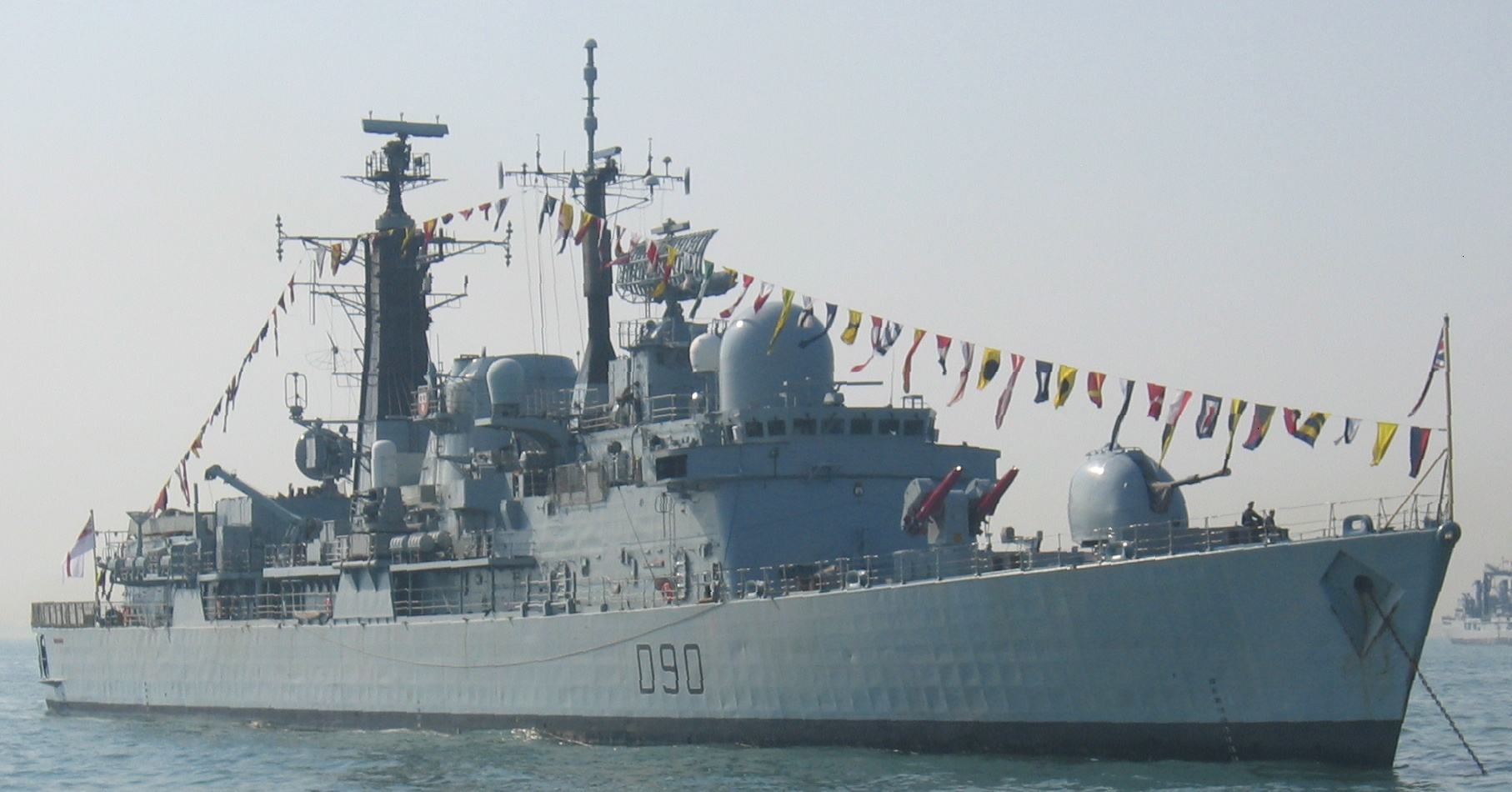
Британський есмінець HMS «Саутгемптон»

Еска́дровий міноно́сець (скор. есмі́нець), (англ. destroyer, пол. niszczyciel, нім. Zerstörer) — тип багатоцільових бойових кораблів, призначених для знищення підводних човнів і надводних кораблів, боротьби з літальними апаратами, охорони своїх кораблів і транспорту в бою і при переході морем, встановлення мін. Також можуть використовуватися для розвідувальної і дозорної служби, вогневої підтримки десанту.
За сучасною класифікацією ескадрові міноносці є кораблями більшого типу, ніж фрегати, та меншого типу, ніж крейсери.
Сучасні есмінці мають тонажність 4000-8000 тонн (найбільший есмінець — 15.656 тонн у США). Досі продовжують існувати старі есмінці тонажністю 2000-4500 т.
У флотах світу нараховується близько 200 есмінців.

## Історія
Цей тип кораблів з'явився в кінці 19 ст., у відповідь на появу торпедоносних кораблів (міноносців, торпедних катерів, та субмарин), тому есмінець має різнопланове озброєння — артилерію, торпеди, ракетну зброю, глибинні бомби.
У радянському флоті сучасні есмінці також називалися великими протичовновими кораблями.

### Походження назви
Назва «ескадровий міноносець» є запозиченням з російської мови. В інших мовах (зрештою, до Першої світової війни так було й у російській) цей тип називається «винищувачем», оскільки був створений для знищення міноносців та інших легких кораблів (субмарини, катери та ін.) з торпедним та артилерійським озброєнням, які становили загрозу для великих кораблів (крейсерів, лінкорів, а згодом й авіаносців).